# Minami Itahashi
Minami Itahashi (en japonés: 板橋美波, Itahashi Minami; Takarazuka, 28 de enero de 2000) es una deportista japonesa que compite en saltos de plataforma.
Ganó una medalla de bronce en el Campeonato Mundial de Natación de 2023, en la prueba de plataforma 10 m sincro mixto. En los Juegos Asiáticos de 2022 consiguió una medalla de plata en la prueba de plataforma 10 m sincro.
Participó en dos Juegos Olímpicos de Verano, ocupando el octavo lugar en Río de Janeiro 2016 (plataforma 10 m) y el sexto en Tokio 2020 (plataforma 10 m sincro).

## Palmarés internacional
| Campeonato Mundial | Campeonato Mundial | Campeonato Mundial | Campeonato Mundial           |
| Año                | Lugar              | Medalla            | Prueba                       |
| ------------------ | ------------------ | ------------------ | ---------------------------- |
| 2023               | Fukuoka (Japón)    | Medalla de bronce  | Plataforma 10 m sincro mixto |
| Juegos Asiáticos   |                    |                    |                              |
| Año                | Lugar              | Medalla            | Prueba                       |
| 2022               | Hangzhou (China)   | Medalla de plata   | Plataforma 10 m sincro       |